# Turnerschaft Göppingen
Die Turnerschaft Göppingen ist ein Sportverein aus der württembergischen Stadt Göppingen. Sie wurde 1844 als Männer-Turngemeinde Göppingen gegründet und ist damit der älteste Turn- und Sportverein im Kreis Göppingen. Sie gehört mit knapp 2000 Mitgliedern zu den größten Vereinen der Stadt Göppingen.

## Geschichte

### Bekannte ehemalige Sportler
- Wolfgang Reinhardt, ehemaliger deutscher Leichtathlet und Silbermedaillengewinner bei den Olympischen Spielen 1964 in Tokio
- Lars-Henrik Walther, ehemaliger deutscher Handballprofi u. a. für FRISCH AUF! Göppingen und TBV Lemgo spielte nach seiner Profikarriere noch für die Turnerschaft und wurde Trainer der 1. Handballmannschaft in der Württemberg-Liga
- Michael Kraus, deutscher Handballprofi, Weltmeister 2007, EHF-Pokalsieger 2010 mit TBV Lemgo und Deutscher Meister 2011 mit dem HSV Hamburg, ehemals FRISCH AUF! Göppingen, spielte in seiner Jugendzeit für die Turnerschaft und wurde dort 2000 Württembergischer Meister mit den B-Junioren der Turnerschaft
- Michael Kohnle, früherer Zehnkämpfer, wurde während seiner Zeit bei der Turnerschaft Junioreneuropameister (1989) und Juniorenweltmeister (1988).
- Karl Herbolzheimer, „Der Mann mit den 1000 Händen“, war Torwart der deutschen Handballnationalmannschaft, Weltmeister von 1938 und begann seine Karriere bei der Turnerschaft
- Horst Singer, mehrfacher deutscher Handballmeister (Feld und Halle) und Europapokalsieger der Landesmeister 1962 mit Frisch Auf Göppingen sowie Feldhandball-Weltmeister 1955 mit der deutschen Nationalmannschaft spielte zwischen seinen beiden Stationen bei Frisch Auf für die Turnerschaft

## Handball
In der Handballabteilung gab es lange eine große innerstädtische Rivalität mit Frisch Auf Göppingen. Inzwischen kooperieren die Turnerschaft und Frisch Auf im Handball miteinander. So wurde die Lizenz der 1. Mannschaft der Turnerschaft an Frisch Auf übergeben, womit nun die U23-Mannschaft von Frisch Auf in der Württemberg-Liga antritt, was Voraussetzung für das Erreichen des Jugendzertifikats der Toyota Handball-Bundesliga ist.
Die 1. Mannschaft der Turnerschaft spielt nun in der Landesliga, nachdem sie nach Spielrechtübernahme von Frisch Auf II den Aufstieg aus der Bezirksliga schaffte.

## Fechten
Die Fechtabteilung der Turnerschaft wurde 1921 gegründet. Aktuell werden die Waffen Säbel und Degen gefochten. Das größte Ereignis des Jahres ist das Stauferland Turnier. Bis 2002 wurde das Turnier als Damenflorett Weltcup ausgetragen. Im Jahr 2012 wurde das Turnier zum 50. Mal ausgetragen, Siegerin war Sandra Bingenheimer.

## Basketball
Das Basketballteam der Turnerschaft unter Leitung von Cedric Lauster spielt in der Regionalliga Südwest (Oberliga).

## Budo
Die Budo Abteilung umfasst die Sektionen Judo und Jeet Kune Do.
Die Sektionen Judo nimmt regelmäßig mit mehreren Kämpfern an Turnieren teil.